# CF Monterrey
Club de Fútbol Monterrey je mexický fotbalový klub z města Monterrey ve státě Nuevo León, účastník Ligy MX. Je známý také pod přezdívkou Rayados (Pruhovaní). Klub byl založen v roce 1945 a jeho většinovým majitelem je výrobce nápojů Fomento Económico Mexicano (FEMSA). Klubové barvy jsou modrá a bílá. CF Monterrey hraje na stadiónu Estadio BBVA pro 53 000 diváků. Průměrné návštěvy patří k nejvyšším v Mexiku a přesahují čtyřicet tisíc osob na zápas.
Hned v první ligové sezóně zasáhla Rayados tragédie, když 14. září 1945 při výbuchu nádrže v autobusu zahynuli dva hráči a řada dalších byla zraněna. Tým pak skončil na posledním místě a sestoupil, vrátil se do ligy v sezóně 1956/57 a znovu skončil poslední. Další postup přišel v roce 1960 a od té doby hraje Monterrey nejvyšší soutěž nepřetržitě. Je na osmém místě historické ligové tabulky. Klub získal čtyři mistrovské tituly: 1986, 2003 Clausura, 2009 Apertura a 2010 Apertura. V roce 1992 získal Copa México. Čtyřikrát vyhrál Ligu mistrů CONCACAF (2011, 2012, 2013 a 2019) a jednou Pohár vítězů pohárů CONCACAF. Na mistrovství světa ve fotbale klubů bylo nejlepším výsledkem třetí místo v roce 2012. V roce 2015 Monterrey vyhrálo Eusébio Cup.
Městským rivalem jsou Tigres UANL, vzájemný zápas je známý jako Clásico Regiomontano.